# Óxido de escandio
El óxido de escandio (III) o escandia es un compuesto inorgánico con fórmula Sc2O3 . Es uno de varios óxidos de elementos de tierras raras que presentan un alto punto de fusión. Se utiliza en la preparación de otros compuestos de escandio, así como en sistemas de alta temperatura (gracias a su resistencia al calor y al choque térmico), cerámicas electrónicas y en la composición de vidrio (como material auxiliar).

## Estructura y propiedades físicas
El óxido de escandio (III) adopta una estructura cristalina cúbica (grupo puntual: tetraédrico (Th), grupo espacial: Ia 3 ).  El análisis de difracción de polvo muestra distancias de enlace Sc − O de 2,159 – 2,071 A. 
El óxido de escandio es un aislante con una banda prohibida de 6,0 eV. 

## Producción
El óxido de escandio es la principal forma de escandio refinado producido por la industria minera. Los minerales ricos en escandio, como la thortveitita (Sc,Y)2 (Si2O7 ) y la kolbeckita ScPO4·2H2O, son raros, aunque existen trazas de escandio en muchos otros minerales. Por lo tanto, el óxido de escandio se produce predominantemente como subproducto de la extracción de otros elementos.

## Reacciones
El óxido de escandio es la principal forma de escandio refinado producido por la industria minera, por lo que constituye el punto de partida de toda la química del escandio.
El óxido de escandio reacciona con la mayoría de los ácidos al calentarse para producir el producto hidratado esperado. Por ejemplo, el calentamiento en exceso de HCl acuoso produce  ScCl3·nH2O hidratado. Este puede hacerse anhidro por evaporación hasta sequedad en presencia de NH4Cl, y la mezcla se purifica después mediante la eliminación del NH4Cl por sublimación a 300-500 °C. °C. La presencia de NH4Cl es necesaria, ya que de lo contrario el ScCl3·nH2O hidratado formaría un oxicloruro mixto al secarse.
Sc2O3 + 6 HCl+ x H2O → 2 ScCl3·nH2O + 3 H2O
ScCl3·nH2O + n NH4Cl → ScCl3 + n H2O + n NH4Cl
Asimismo, se convierte en triflato de escandio (III) hidratado (Sc(OTf)3·n H2O) mediante una reacción con ácido tríflico. 
El escandio metálico se produce industrialmente reduciendo el óxido de escandio, que se convierte en fluoruro de escandio, y luego se reduce con calcio metálico. Este proceso es en cierto modo similar al proceso Kroll para la producción de titanio metálico.
El óxido de escandio forma sales de escandio con álcalis, a diferencia de sus homólogos superiores, el óxido de itrio y el óxido de lantano (pero al igual que el óxido de lutecio), por ejemplo, formando K₃Sc(OH)₆ con KOH. En este sentido, el óxido de escandio muestra más similitudes con el óxido de aluminio.

## Presencia natural
El escandio natural, aunque impuro, se presenta como mineral kangita.